# Ханіна Валерія Дмитрівна
Валерія Дмитрівна Ханіна (нар. 13 квітня 1999, Донецьк) — українська гімнастка. Майстер спорту міжнародного класу.

## Кар'єра
Займатися художньою гімнастикою почала в м. Донецьк, Україна, у групі Фірюзи Абдул-Мукменівни Тутової. У збірній України — з 2014 року

### 2014
Виступала в особистій першості на юніорському рівні.
- Юніорський чемпіонат Європи. Баку. Стрічка
- ІІ літні юнацькі Олімпійські ігри. Нанкін. Абсолютна першість. 6 місце

### 2017
Після чемпіонату України перейшла в групові вправи.

### 2018
- Чемпіонат Європи. Гвадалахара. Команда
- Чемпіонат Європи. Гвадалахара. Вправа з 5 булавами [3]
- Чемпіонат світу. Софія. Вправа з 3 м'ячами та 2 скакалками [4]

### 2019
- ІІ Європейські ігри. Мінськ. Вправа з 3 обручами та 4 булавами [5]
- Універсіада. Неаполь. Командна першість [6]
- Універсіада. Неаполь. Вправа з 5 м'ячами
- Універсіада. Неаполь. Вправа з 3 обручами та 4 булавами [7]

## Державні нагороди
- Орден княгині Ольги III ст. (1 жовтня 2019) —За досягнення високих спортивних результатів на XXX Всесвітній літній Універсіаді у м.Неаполі (Італійська Республіка), виявлені самовідданість та волю до перемоги, піднесення міжнародного авторитету України [8]